# Wangentisch

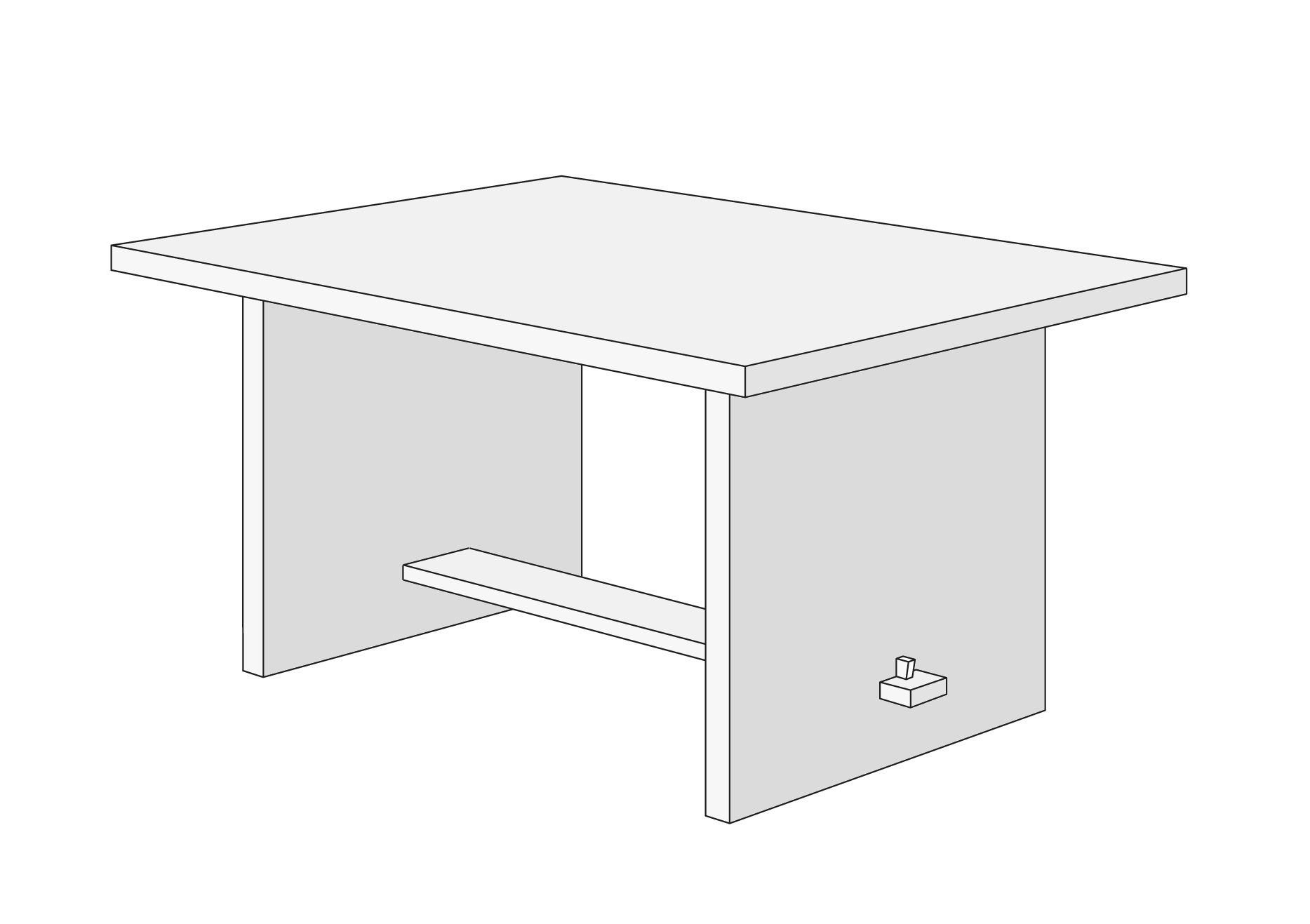
Einfacher Wangentisch

Der Wangentisch ist ein den Tafelmöbeln zugeordneter, vor allem in der italienischen Renaissance beliebter Möbeltyp. 
Diese Sonderform des Tisches zeichnet sich durch ein Fußgestell aus, das sich aus zwei wangenförmig an den Schmalseiten der Tischplatte angeordnete senkrechte Stützen zusammensetzt. Bodenseitig sind die Wangen durch einen parallel zur Tischplatte verlaufenden Steg miteinander verbunden. 